# 霍爾德巴赫河 (卡岑巴赫河支流)
47°25′40″N 8°30′48″E / 47.42782°N 8.51333°E

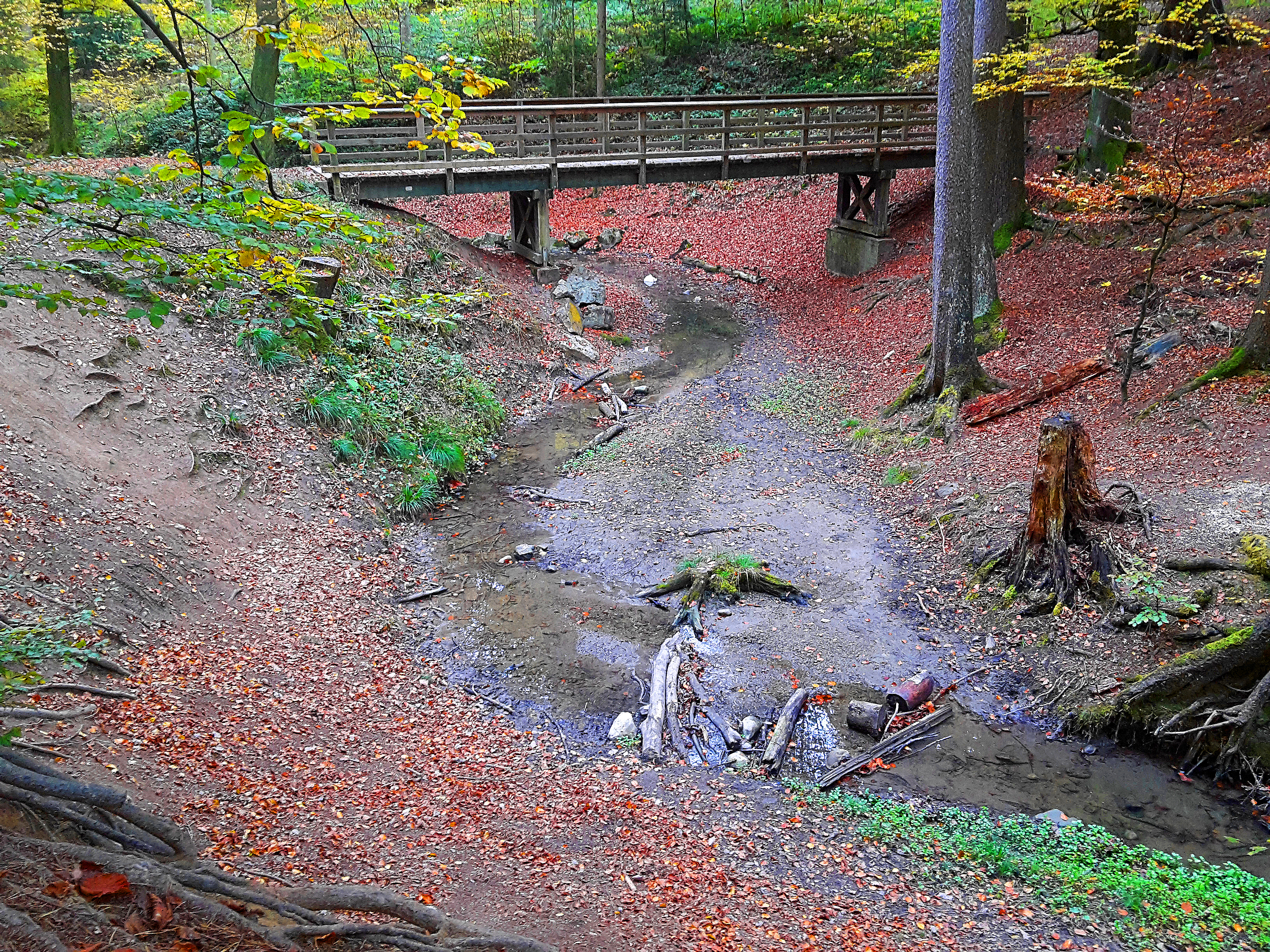

霍爾德巴赫河是瑞士的河流，位於該國北部，流經蘇黎世州，屬於卡岑巴赫河的右支流，河道全長3.8公里，流域面積2.3平方公里，發源自凱弗貝格山。